# Suzette Haden Elgin
Suzette Haden Elgin (Jefferson City, 18 de Novembro de 1936 – 27 de Janeiro de 2015) foi uma autora norte-americana de ficção-científica. Ela fundou Associação da Poesia Ficção Científica, e é considerada uma importante personalidade no meio dos ideolingüistas. Elgin também publicou não-ficção, pelo que é melhor conhecida como autora da série "the Gentle Art of Verbal Self-Defense"
Nascida em 1936, em Missouri, Elgin frequentou a Universidade da Califórnia, San Diego (UCSD) na década de 1960, e começou a escrever ficção-científica para pagar os estudos. Elgin é Ph.D. em linguística, e foi o primeiro aluno da UCSD a escrever duas dissertações(em inglês e Navajo). Ela criou a língua Láadan para a série de ficção-científica Native Tongue. A gramática e o dicionário foram publicados em 1985.
Ela publicou pequenos trabalhos de ficção e colaborou com Anne McCaffrey. Entre os temas de trabalho estão incluídos feminismo, linguística, o impacto da linguagem e a coexistência pacífica com a natureza. 
Elgin tornou-se professora da San Diego State University (SDSU). Ela aposentou-se em 1980 e vive em Ozarks, Arkansas.